# Embelia philippinensis
Embelia philippinensis är en viveväxtart som beskrevs av A. Dc. Embelia philippinensis ingår i släktet Embelia och familjen viveväxter. Inga underarter finns listade i Catalogue of Life.